# Daniel Steibelt

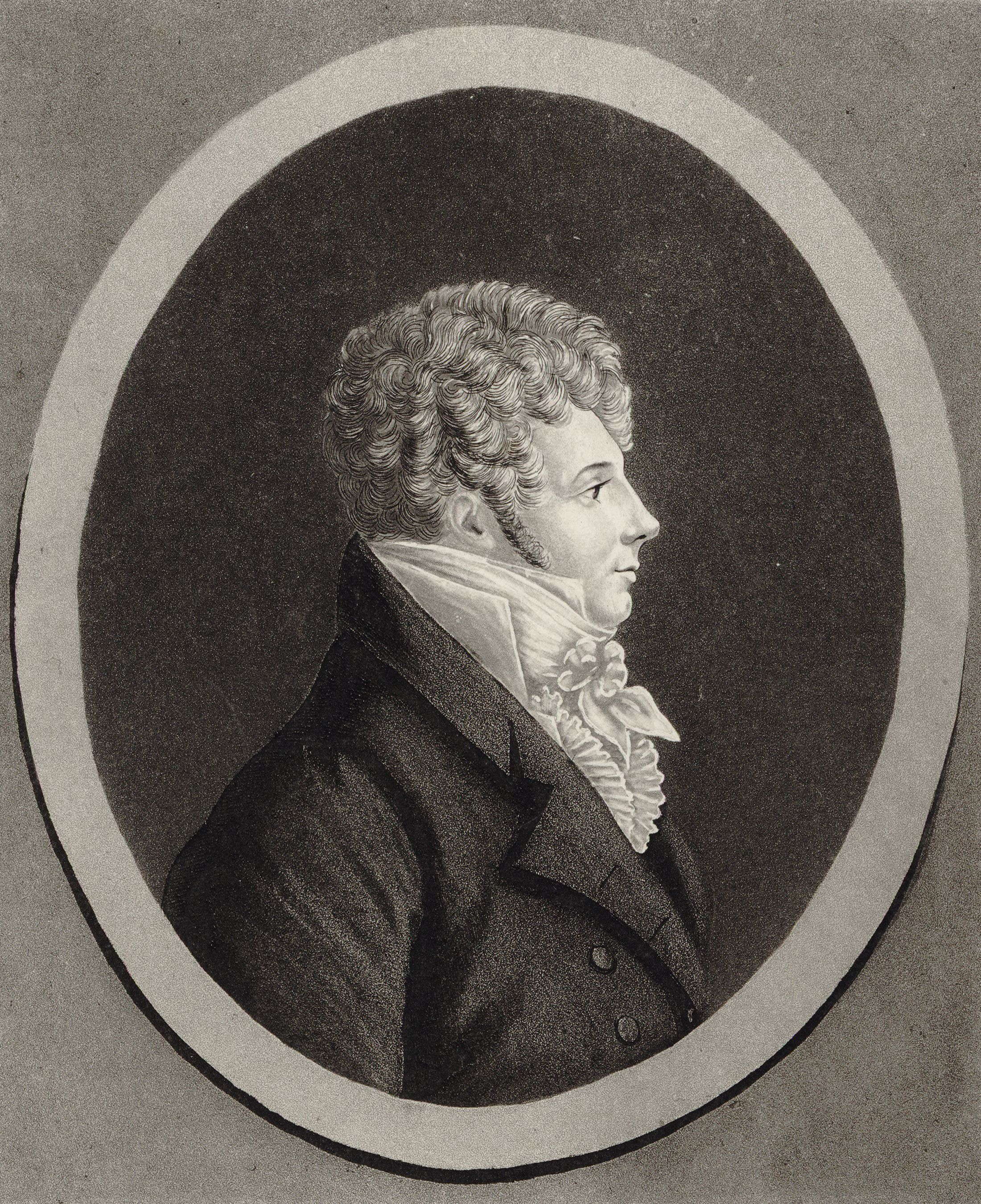
Daniel Steibelt

Daniel Gottlieb Steibelt (* 22. Oktober 1765 in Berlin; † 20. Septemberjul. / 2. Oktober 1823greg. in Sankt Petersburg) war ein deutscher Pianist und Komponist.

## Leben
Geboren wurde Daniel Steibelt 1765 in Berlin als Sohn eines preußischen Offiziers. (Andere Quellen sprechen als Geburtsjahr von 1764 oder 1766.) Steibelt war Schüler des Pianisten Johann Philipp Kirnberger und beschloss, entgegen dem Wunsch des Vaters nicht eine militärische Karriere, sondern die Musikerlaufbahn anzustreben.
Ab 1790 lebte er in Paris, wo er sich als Pianist und Komponist einen Namen machte. Aus dieser Zeit stammt auch seine bekannteste Oper Romeo und Julia, welche 1793 in Paris uraufgeführt wurde.
Finanzielle Probleme zwangen ihn 1796 zum Umzug nach London. Auch hier wirkte er weiterhin als Pianist und Komponist. In London schrieb Steibelt, Daniel 1798 das Werk Albert and Adelaide.
1799 begann er eine große Konzerttournee durch Deutschland und Österreich. Dabei kam es im Mai 1800 in Wien zu einem Klavierwettstreit mit Beethoven, den der für seine Virtuosität berühmte Steibelt verlor. Dies führte zum Abbruch seiner Tournee durch die deutschsprachigen Länder.
In den nächsten Jahren lebte und wirkte er in London und Paris, bis er 1808 einem Ruf Alexanders I. nach Sankt Petersburg folgte. Zunächst war Steibelt dort Kapellmeister und ab 1811 bis zu seinem Tod Direktor der Kaiserlichen Oper. Er starb 1823 in Sankt Petersburg.

## Werk
Steibelt war einer der geschäftstüchtigsten und produktivsten Komponisten seiner Zeit. Zu seinem Werk gehören zahlreiche Stücke für Klavier und Violine und einige Opern. So komponierte er 7 Klavierkonzerte, 46 Klaviersonaten, 65 Sonaten für Klavier oder Cembalo und Violine, mehrere Ballette, einige Trios, Quartette und Quintette und unzählige Etüden.
Seine 1810 komponierte und in Sankt Petersburg uraufgeführte Oper La Princesse de Babylone, Cendrillon nach dem gleichnamigen Märchen des französischen Autors Charles Perrault erfreute sich eine Zeitlang großer Beliebtheit an russischen Bühnen.
Nach seinem Tod erlosch das Interesse an seinen Werken bald. Und so kommen bis heute höchstens seine Klavierstücke zur Aufführung, während die Opern so gut wie nie aufgeführt werden.